# Sant Pere de Ribes
Pour les articles homonymes, voir Sant Pere.
Sant Pere de Ribes est une commune de la province de Barcelone, en Catalogne, en Espagne, située dans la comarque du Garraf.

## Géographie
Sant Pere de Ribes est situé dans la partie Sud du massif du Garraf, qui représente à son tour l'extrême Sud de la chaîne de montagnes côtières dans une région où le relief est lisse et forme une dépression de sédiments quaternaires avec une série de collines et de coteaux qui forment le paysage: la Pedrell (75 m), le mont des Prubelles (168 m), l'Evêque de la falaise (200 m) la Codines colline (206 m), le Fonds de l'enfer (211 m), Savina (215 m), Llebreta la colline (238 m), le plan Jorba (250 m), la colline Sumidors (285 m) la Riscla falaise (308 m) et le Montgros (élévation maximale de 359,2 m )avec une municipalité situé dans le nord-ouest, qui est la ligne de démarcation avec la Canyelles.

## Histoire
Sant Pere de Ribes est une ville dans le centre de la Garraf comarca (comté), dans la province de Barcelone, en Catalogne, Espagne. Elle possède les restes d'un château du XIIe siècle qui jadis fut dirigé par le troubadour Guillem de Ribes. Guillem de Ribes (né en 1140) était un Catalan seigneur et troubadour et le châtelain de Sant Pere de Ribes. Il était un compositeur connu pour sa poésie lyrique, mais aucune de ses œuvres ont survécu. À cause de la chanson de Peire d'Alvernhe, il fut probablement exécuté par l'entourage d'Eleanor, la fille d'Henri II d'Angleterre et fiancée d'Alfonse VIII de Castille, en Gascogne sur son chemin de retour vers la Castille en 1173, Guillem est un des douze troubadours contemporains satiriques, chacun étant probablement présent lors du drame.
Les fêtes principales sont :
- Festa Major de Sant Pere (29 juin) ;
- Festa Major de Sant Pau (25 janvier) ;
- Festa Major de Santa Eulàlia (12 février) ;
- Festa Major de Sant Joan (24 juin).

## Démographie
| 1900  | 1930  | 1950  | 1970  | 1986   | 2001   |
| ----- | ----- | ----- | ----- | ------ | ------ |
| 2 081 | 2 015 | 2 048 | 5 291 | 11 695 | 26 108 |

## Lieux et monuments
Il y a un magnifique château du XIIe siècle où vivait Guillem de Ribes